# Rueda (Spanyolország)
Rueda egy község Spanyolországban, Valladolid tartományban. Rueda Tordesillas, La Seca, Medina del Campo, Villaverde de Medina és Nava del Rey községekkel határos. Lakosainak száma 1103 fő (2024).

## Népesség
A település népessége az utóbbi években az alábbiak szerint változott:
| Lakosok száma | 1423 | 1451 | 1402 | 1413 | 1416 | 1332 | 1300 | 1254 | 1140 | 1103 |
|               | 2001 | 2004 | 2007 | 2009 | 2012 | 2014 | 2017 | 2019 | 2022 | 2024 |